# Архиепископ Саутуарка
Архиепископ Саутуарка (брет. ˈsʌðɨk) — ординарий римско-католического Архиепархии Саутуарка в Англии. Эта должность эквивалентна митрополиту римско-католической провинции Саутуарка.
Площадь архидиоцеза составляет 3,000 км² и включает графства: частично Большой Лондон южнее Темзы, Кент, и унитарную единицу Медуэй (унитарная единица). Центр архидиоцеза находится в центральном Лондоне, в кафедральном соборе Св. Георгия на Westminster Bridge Road, который был основным католическим кафедральным собором Англии до открытия Вестминстерского собора в 1903 году.
В 1850 году Папа Пий IX учредил 13 новых диоцезов на территории Англии, среди них диоцез Саутуарка. Позднее из него выделили диоцез Портсмута и диоцез Арундела и Брайтона.
В настоящий момент пост Архиепископа Саутуарка занимает Джон Уилсон, 5-й Архиепископ Саутуарка.

## Список Епископов Саутуарка
| Список Епископов Саутуарка | Список Епископов Саутуарка                    | Список Епископов Саутуарка | Список Епископов Саутуарка | Список Епископов Саутуарка |
| No.                        | Имя                                           | с                          | до                         | Примечание |
| -------------------------- | --------------------------------------------- | -------------------------- | -------------------------- | --- |
| 1                          | Томас Грант (англ. Thomas Grant)              | 27 июня 1851               | 31 мая 1870                | Ранее священник, ректор Английского Колледжа в Риме (1844—1851); умер, находясь в должности                                                                 |
| 2                          | Джеймс Данелл (англ. James Danell)            | 10 января 1871             | 14 июня 1881               | Ранее священник; умер, находясь в должности |
| 3                          | Роберт Коффин (англ. Robert Aston Coffin)     | 25 мая 1882                | 6 апреля 1885              | Ранее монах, член ордена редемптористов; умер, находясь в должности                                                                                         |
| 4                          | Джон Батт (англ. John Baptist Butt)           | 29 января 1885             | 12 апреля 1897             | Ранее вспомогательный епископ Саутуарка и Титулярный епископ Milo; ушел в отставку, как Титулярный tпископ Sebastopolis in Thracia; умер 1 ноября 1899 года |
| 5                          | Фрэнсис Борн (англ. Francis Alphonsus Bourne) | 9 апреля 1897              | 11 сентября 1903           | Ранее вспомогательный епископ Саутуарка и Титулярный епископ Cilicia; переведен в Архидиоцез Вестминстера                                                   |
| 5                          | Питер Амиго (англ. Peter Emmanuel Amigo)      | 25 марта 1904              | 1 октября 1949             | Ранее секретарь Франциска Борна, епископа Саутуарка; получил личный титул Архиепископа Саутуарка 18 декабря 1937 года; умер, находясь в должности           |
| 6                          | Сирил Каудерой (англ. Cyril Conrad Cowderoy)  | 21 декабря 1949            | 28 мая 1965                | Ранее священник Саутуарка; назначен Архиепископом Саутуарка                                                                                                 |

## Список Архиепископов Саутуарка
| Список Архиепископов Саутуарка | Список Архиепископов Саутуарка                       | Список Архиепископов Саутуарка | Список Архиепископов Саутуарка | Список Архиепископов Саутуарка |
| No.                            | Имя                                                  | с                              | до                             | Примечание |
| ------------------------------ | ---------------------------------------------------- | ------------------------------ | ------------------------------ | --- |
| 1                              | Сирил Каудерой (англ. Cyril Conrad Cowderoy)         | 28 мая 1965                    | 10 октября 1976                | Ранее Епископ Саутуарка; умер, находясь в должности |
| 2                              | Майкл Боуэн (англ. Michael George Bowen)             | 28 марта 1977                  | 6 ноября 2003                  | Ранее Епископ Арунделя и Брайтона; подал в отставку; в настоящий момент архиепископ-эмирит Саутуарка Архивная копия от 1 августа 2019 на Wayback Machine                |
| 3                              | Кевин Макдональд (англ. Kevin John Patrick McDonald) | 8 декабря 2003                 | 14 декабря 2009                | Ранее Епископ Нортгемптона; подал в отставку по состоянию здоровья; в настоящий момент архиепископ-эмирит Саутуарка Архивная копия от 1 августа 2019 на Wayback Machine |
| 4                              | Питер Смит (англ. Peter Smith)                       | 10 июня 2010                   | 10 июня 2019                   | Ранее Архиепископ Кардиффа |
| 5                              | Джон Уилсон (англ. John Wilson)                      | 10 июня 2019                   |                                | Ранее вспомогательный епископ в архиепархии Вестминстера (2016—2019). Назначен архиепископом Саутуарка 10 июня 2019, интронизирован 25 июля 2019.                       |